# Avenue de l'Église Saint-Julien
L'avenue de l'Église Saint-Julien est une avenue bruxelloise de la commune d'Auderghem qui relie le boulevard des Invalides à la chaussée de Wavre sur une longueur de 210 mètres.

## Historique et description
En 1889, le négociant Nestor Plissart avait acquis de vastes terrains autrefois occupés par des briquetiers, aux alentours du carrefour formé par la chaussée de Wavre et l’antique rue Valduc.
En 1906, la famille Plissart céda un terrain servant à la construction de l'église Saint-Julien sur cette avenue. Ce fut le début du lotissement de sa propriété et la formation du 'quartier Saint-Julien'.
La population a logiquement donné le nom du saint tutélaire de l'église à la rue qui y fut bâtie puisqu'un avis à la population du 24 mars 1916 le mentionne.
Le 1er janvier 1917, afin d'éviter des doublons en région bruxelloise, la rue prit le nom de 'avenue des Aquarellistes'. 
Son nom définitif lui fut attribué le 8 janvier 1932.

### l'Institut Notre-Dame
À la demande du curé, l'abbé De Schepper, les 'Sœurs de la Charité' de Gand, vinrent s'installer un peu plus loin dans l'avenue. Elles y fondèrent l'Institut Notre-Dame du Bon Conseil qui s'épanouit et devint l'une des meilleures écoles pour filles des environs. Elle fusionna en 1978 avec l'école des garçons de Saint-Julien et reçut un nouveau nom : Notre-Dame du Bon Conseil-Saint-Julien. 
En 1981, par suite d'une seconde fusion, cette fois avec l' école du Parnasse à Ixelles, le nouvel établissement porta le nom de Saint-Julien-Parnasse.

## Situation et accès
| ___ | Ce site est desservi par la station de métro : Hankar. |